# Радауш, Ваня
Ваня Радауш (29 апреля 1906, Винковцы, Королевство Хорватия и Славония, Австро-Венгрия — 24 апреля 1975, Загреб, СФРЮ) был хорватский и югославский скульптор, художник, поэт, педагог.
Лауреат высшей государственной премии Хорватии в области искусств — премии Владимира Назора (1959).

## Биография
В 1924—1930 годах обучался в Академии изящных искусств в Загребе. С 1932 г. — член художественной группы Земља. С 1940 года преподавал в Школе ремесёл в Загребе.
Участник Второй мировой войны. Принимал активное участие в антифашистском партизанском движения Хорватии. Был членом президиума Земельного антифашистского вече народного освобождения Хорватии.
После окончания войны — профессор Загребской академии изящных искусств (1945—1969).
В 1975 году покончил жизнь самоубийством. Похоронен на кладбище Мирогой в Загребе.

## Творчество
На раннем периоде творчества В. Радауша (до 1943 года) очевидно влияние Родена и Бурделя. После войны сосредоточился на создании скульптурных «циклов», в том числе: «Тиф» (1956—1959), «Panopticum Croaticum» (1959—1961), «Человек и известняк» (1961—1963), «Тезисы формы» (1966—1968), и «Столпы хорватской культуры» (1969—1975). Автор широкого перечня скульптурных работ от медалей до монументальных памятников, картин.
Вместе с хорватским художником А. Августинчичем участвовал в создании ряда орденов СФРЮ и в дизайне герба социалистической Югославии.
Организовал персональные выставки в Загребе, Белграде, Риеке, Любляне и Сплите. Принимал участие во многих групповых выставках Ассоциации югославских художников, Ассоциация художников Хорватии, Биеннале в Венеции, Международном фестивале скульптуры в Арнеме, Биеннале скульптуры под открытым небом в Белграде и Антверпене, «Выставке художников- партизан» в Загребе, Шибенике и Задаре, выставках «Живопись и скульптура народов Югославии XIX и XX веков» в Белграде, Загребе, Любляне, Варшаве, Москве, Ленинграде, Братиславе, Праге, Кракове, Будапеште и ряде других представительных мероприятий.

## Память
- В 2006 году почта Хорватии выпустила марку, посвящённую 100-летнему юбилею скульптора.
- В 1998 г. в с. Винковцы создана мемориальная библиотека его имени.

## Галерея

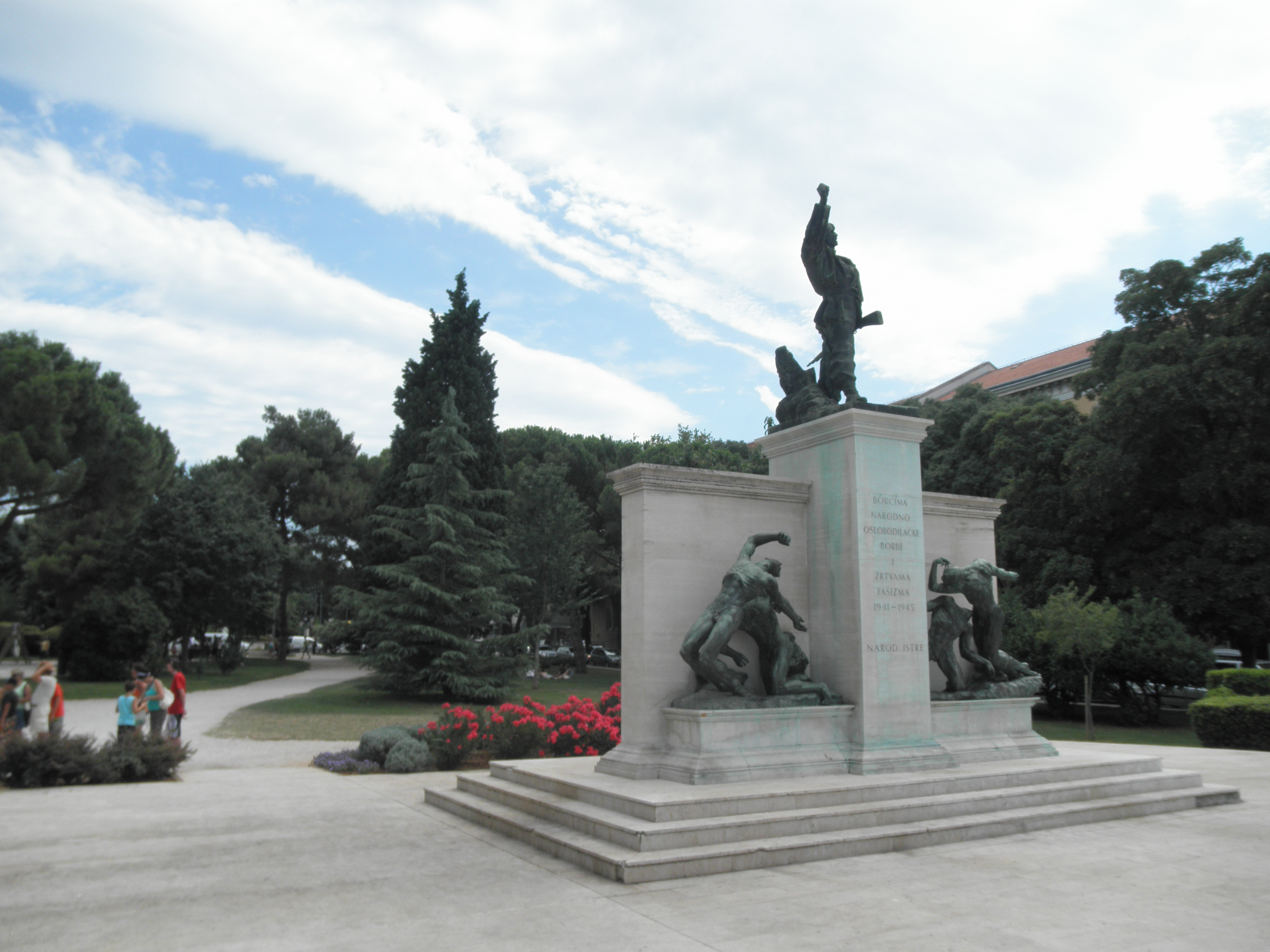
Памятник павшим борцам и жертвам фашизма, Пула, 1950.
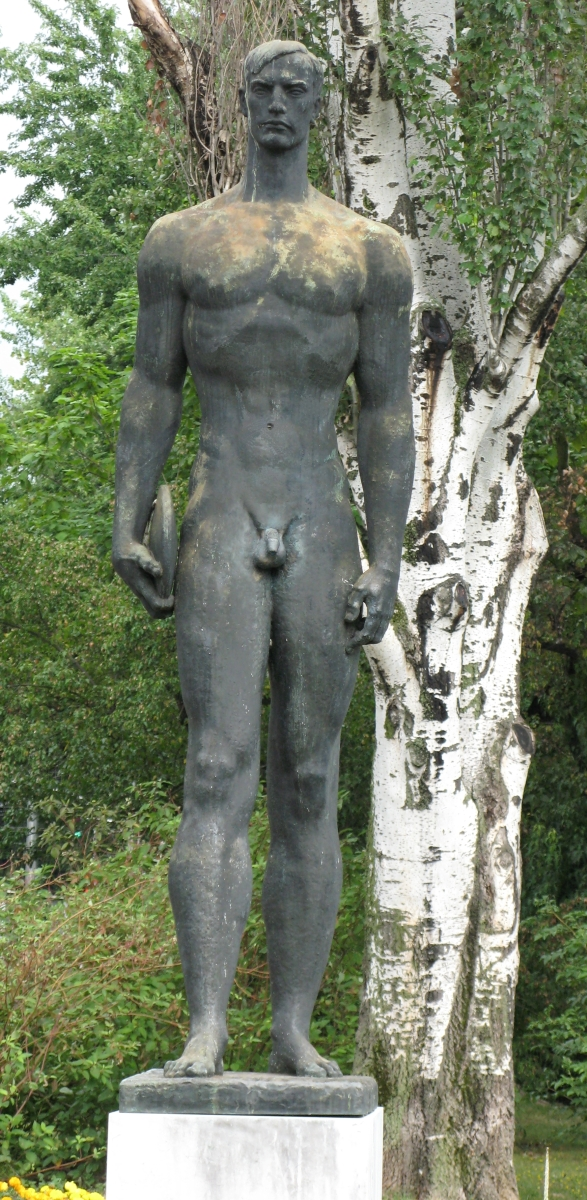
„Дискобол“, Загреб, 1957.
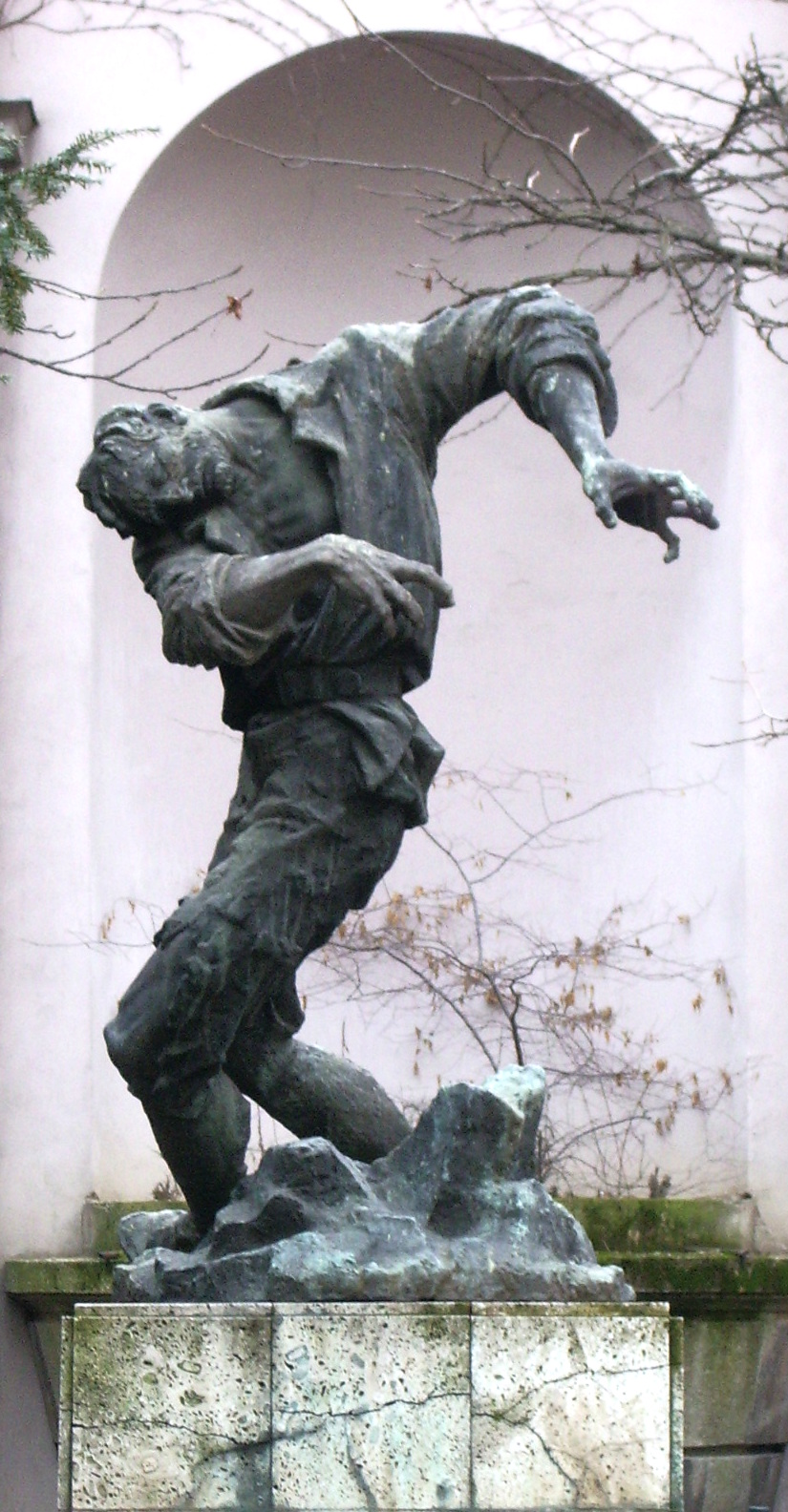
„Раненый“, Загреб
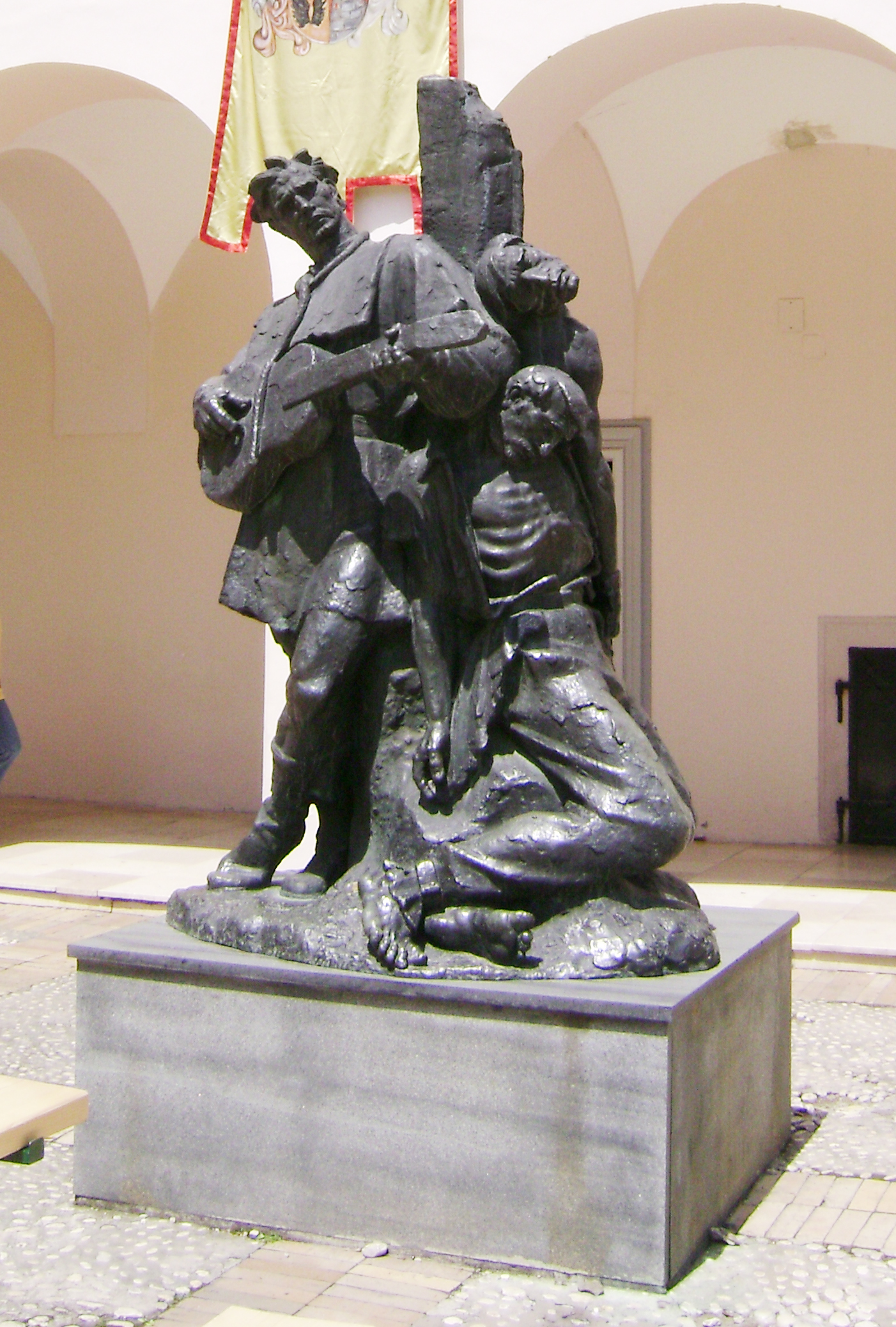
„Петрушка Керемпух“, Доня-Стубица
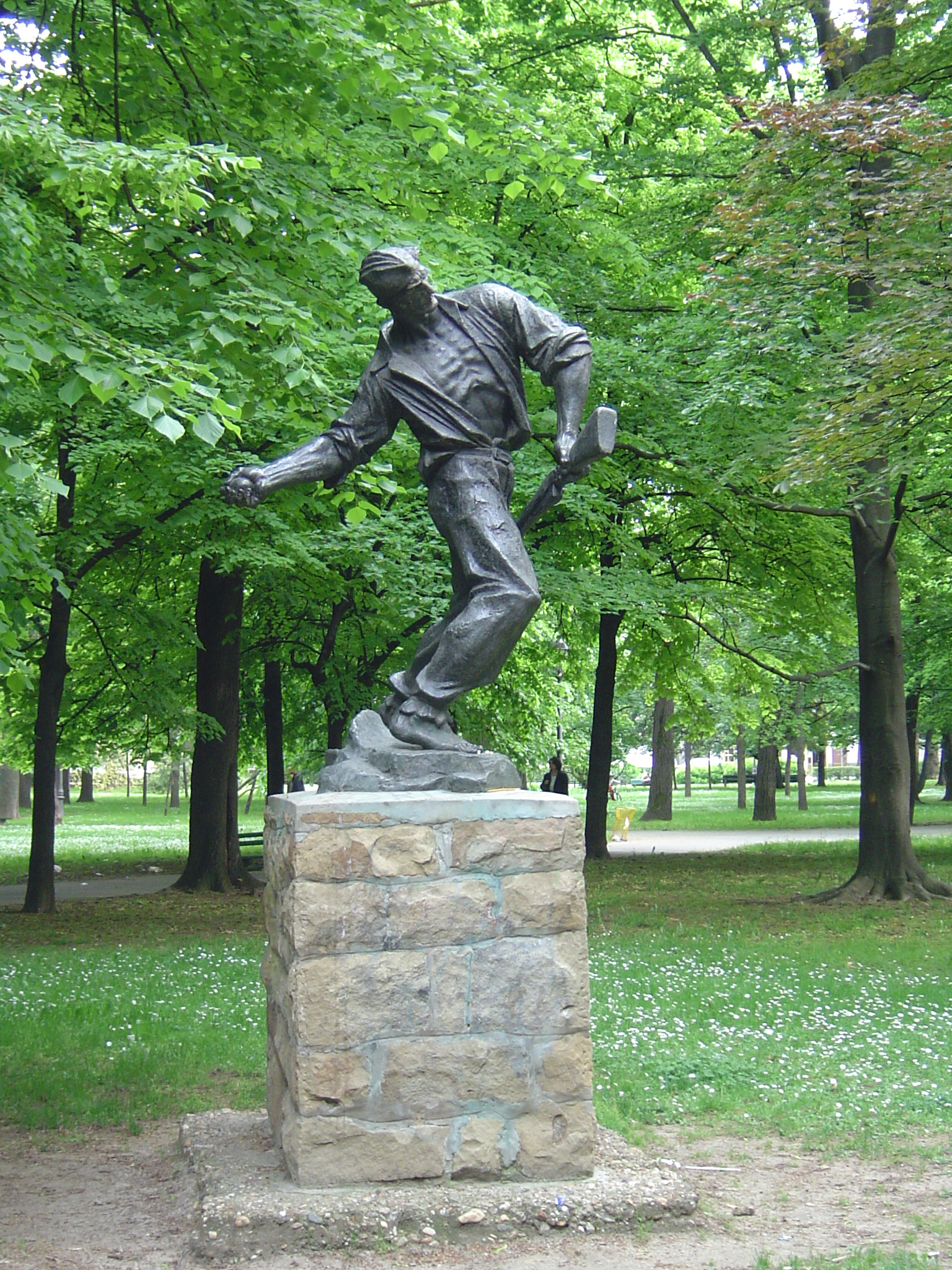
Памятник «Бомбаш» в Земуне
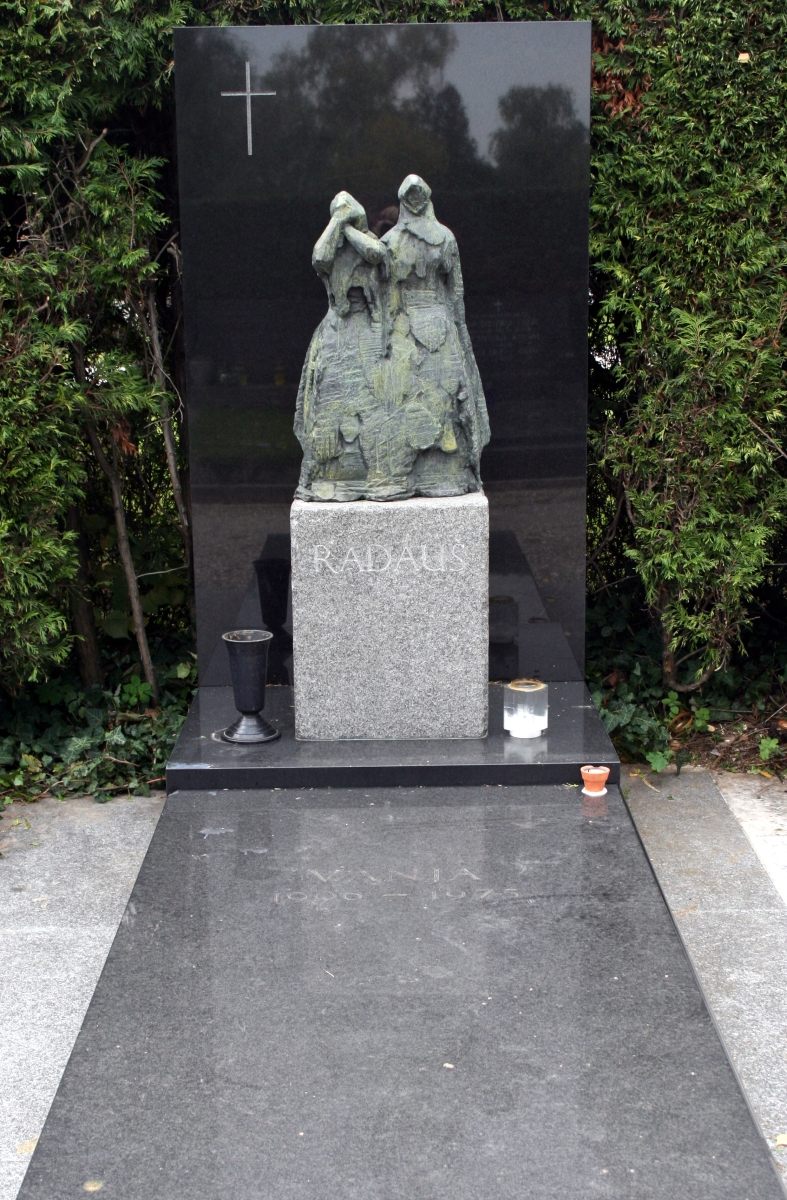
Могила В. Радауша на кладбище Мирогой